# Безтурботний Ромео
Безтурботний Ромео (англ. A Reckless Romeo) — короткометражна комедія Роско Арбакля 1917 року.

## Сюжет
Фатті в парку залицяється за дівчиною, а в цей час оператор новин зняв їх на камеру. На другий день він з дружиною відправився в кінотеатр, а ці новини там і показали…

## У ролях
- Роско «Товстун» Арбакл — чоловік
- Корін Паркет — дружина
- Аньєс Нілсон — теща
- Еліс Лейк — дівчина в парку
- Аль Ст. Джон — її хлопець
- Джиммі Браянт — оператор новин

| Фільми | Це незавершена стаття про кінофільм. Ви можете допомогти проєкту, виправивши або дописавши її. |